# Копана Глава
Копана глава је археолошки локалитет праисторијског насеља, налази се у подножју брда Главица, северозападно од насеља Мироч.
Насеље је било позиционирано на малом узвишењу зараслом у густу шуму, те му се конфигурација и топографија не могу прецизно одредити. У профилу старог пута откривена је већа количина керамике из старијег гвозденог доба (Басараби).